# Афіна (космічний апарат)

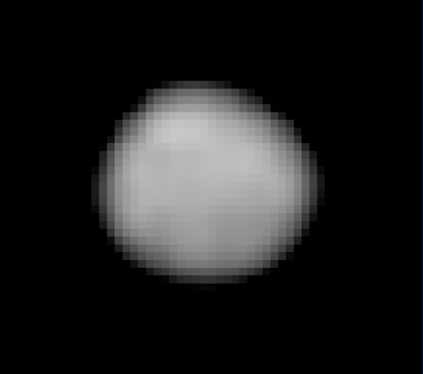
Ультрафіолетове зображення Паллади, яке показує її сферичну форму, отримане космічним телескопом Габбл у 2007 році.

«Афіна» — нереалізована космічна місія, яка мала здійснити один проліт повз астероїд 2 Паллада, третій за величиною об'єкт у поясі астероїдів.
Планувалось, що «Афіна» матиме спільну ракету-носій із космічними кораблями «Психея» та «Янус» і полетить за власною траєкторією, виконавшигравітаційний маневр біля Марса, щоб потрапити в пояс астероїдів. Щоб дістатися до Паллади, знадобилось би близько двох років. Головним дослідником місії є був Джозеф О'Рурк з Університету штату Аризона.
Космічний корабель «Афіна» брав участь у категорії 1 конкурсу NASA SIMPLEx 2018 року і був виключений, не досягнувши категорії 2. Місія «Афіна» програла іншим концепціям місій, такими як місія TrailBlazer до Місяця.

## Цілі
Наукові цілі та завдання включали:
- визначення особливостей диференціації на тілах із великим вмістом льоду та їхньої геологічної еволюції;
- дослідження еволюції нинішньої популяції астероїдів в часі та просторі;
- розуміння ролі води в еволюції Паллади;
- уточнення динамічної еволюцію Паллади та астероїдів у сім'ї Паллади.

«Афіна» проводила б видиме зображення геології Паллади за допомогою мініатюрної кольорової камери системи RGB. Крім того, радіоексперимент використовував би антену, спрямовану на Землю, для безперервного двостороннього доплерівського відстеження, щоб за гравітаційним збуренням траєкторії космічного апарата визначити масу Паллади з точністю <0,05 %.